# 東百官
東百官（あずま ひゃっかん）は、関東地方において武士が称した官職風の人名。朝廷の官職を模倣してつくられたもので朝廷における官職には存在しない。百官名と同じように、名字の後、諱の前に入れて名乗った。
別名、相馬百官（）ともいい、平将門が新皇を称して関八州に半独立政権の樹立を図った際に設けた官職体系であるという伝説もある。
朝廷の律令官制に基づいた公卿百官に対して、関東における官職風の人名であることから、東百官、武家百官ともいわれた。本来、武士の任官は幕府を経由して朝廷に申請され、陪臣・郎従が官職を授かることは無かったが、応仁の乱以後、大名が家臣に勝手に百官名を与える例が現れたほか、実際の四等官に類似した名乗りを創作して与える場合もあった。こうした武家社会で用いられた歴史的な根拠のない創作の官職風の名乗りを東百官と呼んで実際の官職名と区別した。江戸時代においても広く使用されたため、江戸時代の学者は「由緒正しからず、名乗るべからず」と警鐘を鳴らしたが、やがて有力な武家や名門の子弟までもがこれを使用するに至った。

## 主な東百官
以下、その主な例である。
- 愛助（あいすけ）
- 恰（あたか）
- 中（あたる）
- 伊織（いおり）
- 一学（いちがく）
- 斎（いつき）
- 一問多（いっとうた）
- 右膳（うぜん）
- 転（うたた）
- 右中（うちゅう）
- 采殿（うでん）
- 鵜殿（うどの）
- 右内（うない）
- 采弥（うねね）
- 右平（うへい）
- 右門（うもん）
- 衛守（えもり）
- 江漏（えもり）
- 大所化（おおしょけ）
- 男也（おなり）
- 織居（おりい）
- 織之助（おりのすけ）
- 音門（おんと）
- 数馬（かずま）
- 要人（かなめ）
- 喜問多（きとうた）
- 喜内（きない）
- 極人（きめと）
- 求官（ぐかん）
- 久米（くめ）
- 宮門（くもん）
- 蔵主（くろうず）
- 軍記（ぐんき）
- 源内（げんない）
- 肥富（こいづみ）
- 小源太（こげんた）
- 小所化（こしょけ）
- 古仙（こせん）
- 此面（このも）
- 左源太（さげんた）
- 左膳（さぜん）
- 左中（さちゅう）
- 左内（さない）
- 左平（さへい）
- 左門（さもん）
- 司書（ししょ）[2]
- 志津摩（しづま）
- 自然（じねん）
- 十内（じゅうない）
- 首令（しゅれい）
- 正遺（しょうい）
- 小膳（しょうぜん）
- 将殿（しょうでん）
- 諸領（しょりょう）
- 申芸（しんげい）
- 信像（しんぞう）
- 清記（せいき）
- 但見（たじみ）
- 頼母（たのも）
- 丹宮（たみや）
- 多門（たもん）
- 丹下（たんげ）
- 弾馬（だんま）
- 丹弥（たんや）
- 男吏（だんり）
- 中記（ちゅうき）
- 典女（てんにょ）
- 典礼（てんれい）
- 藤馬（とうま）
- 遠炊（とおい）
- 主尾（とのお）
- 兎毛（ともう）
- 浪江（なみえ） [3]
- 能登路（のとじ）
- 波門（はもん）
- 隼人助（はやとのすけ）
- 平角（へいつみ）
- 平馬（へいま）
- 武極（ぶきょく）
- 愎馬（ふくま）
- 文庫（ぶんこ）[4]
- 文内（ぶんない）
- 梅干（ほや）
- 牧太（まきた）
- 茂手木（もてぎ）
- 求馬（もとめ）
- 門弥（もんや）
- 矢柄（やがら）
- 弥刑部（やぎょうぶ）
- 靭負（ゆきえ／ゆげい）[5]
- 亙（わたり）

## 主な例
- 西郷頼母
- 渡辺数馬
- 結城数馬
- 平賀源内
- 橋本左内
- 織田左門
- 本多伊織
- 寺西要人
- 清水一学
- 小野寺十内
- 飯泉喜内
- 神谷転
- 宮本伊織
- 榊原伊織
- 平田靭負
- 大橋求馬 - 備中国新見藩家老
- 広瀬淡窓（求馬）
- 牧野求馬 - 信濃国小諸藩士。小諸騒動の当事者の一人。
- 小河原左宮 - 前橋藩家老。富津陣屋の責任者
- 横山貴林（求馬） - 加賀藩年寄
  - 横山隆達 - 加賀藩年寄。貴林の子。通称が「求馬」
  - 横山隆従 - 加賀藩年寄。隆達の子。通称が「求馬」
  - 横山隆章 - 加賀藩年寄。隆従の孫。通称が「求馬」
  - 横山隆貴 - 加賀藩年寄。隆章の子。通称が「求馬亮」
- 松平義方 - 尾張藩連枝の陸奥国梁川藩主。幼名が「求馬」
  - 松平義真 - 尾張藩連枝の陸奥国梁川藩主。義方の子。幼名が「求馬」
  - 徳川宗春 - 義真の後の陸奥国梁川藩主のち尾張藩主。叙任前の名乗りが「松平求馬通春」
- 織田秀行 - 大和国柳本藩主。幼名が「求馬」
- 佐竹義峯 - 出羽国久保田藩主。幼名が「求馬」。佐竹義長の子
- 佐竹義道 - 出羽国秋田新田藩主。通称が「求馬」。佐竹義長の養子
  - 佐竹義明 - 出羽国久保田藩主。義道の長男。通称が「求馬」
  - 佐竹義敏 - 義道の次男。通称が「求馬」
- 佐竹義諶 - 出羽国秋田新田藩主。幼名が「求馬」
- 梶原平馬 - 幕末の会津藩家老。
- 生悦住求馬
- 関口伊織 - 元プロ野球選手。
- 三浦伊織 - 元女子プロ野球選手。
- 中村中 - シンガーソングライター、役者。
- 相楽伊織 - 元乃木坂46、グラビアアイドル、女優。
- 伊織いお - グラビアアイドル。
- 伊織もえ - グラビアアイドル。
- 野水伊織 - 声優

### 架空人物
- 早乙女主水之介 -『旗本退屈男』の主人公。（律令制における主水司には次官（スケ）がない）
- 近藤右門 - 佐々木味津三『右門捕物帖』の主人公。通称むっつり右門。
- 丹下左膳
- 中村主水
- 根岸求馬 -『南町奉行事件帖 怒れ!求馬』の主人公。
- 水瀬伊織 - アイドルマスターシリーズの登場人物。
- 志那虎伊織 - リングにかけろ2の登場人物。